# Храмн
Храмн (на френски: Chramne ou Chramn „Corbeau“, † 560 г.) от династията на Меровингите, е херцог на Аквитания през 555 – 560 г.

## Биография
Той е син на крал Хлотар I и неговата пета съпруга, Хунзина.
През 555 г. крал Хлотар I въвежда т.нар. „Първо аквитанско кралство“ за сина си Храмн. Той въстава против баща си и бяга с жена си и децата си в Бретан.
След неговата смърт чрез изгаряне, територията е дадена на крал Хариберт I през 561 г.

## Галерия
- „Смъртта на Храмн“ (Chroniques Françaises, сл. 1515 г., Национална библиотека Франция)
- Аквитания през 556 – 560